# Dicranosepsis takoensis
Dicranosepsis takoensis är en tvåvingeart som först beskrevs av Vanschuytbroeck 1963.  Dicranosepsis takoensis ingår i släktet Dicranosepsis och familjen svängflugor. Inga underarter finns listade i Catalogue of Life.